# Шенбертал
Шенбертал (каз. Шеңбертал) — село в Иргизском районе Актюбинской области Казахстана. Входит в состав Кызылжарского сельского округа. Село расположено на берегу реки Иргиз, на расстоянии примерно 70 км к западу-северо-западу (WNW) от села Иргиз, административного центра района, на высоте 130 метров над уровнем моря. Код КАТО — 156841400.

## Население
В 1999 году население села составляло 561 человека (281 мужчина и 280 женщин). По данным переписи 2009 года, в селе проживал 621 человек (310 мужчин и 311 женщин).